# Paklenica
Paklenica là một vườn quốc gia với hẻm núi và hình thành đá vôi nằm tại hạt Zadar, Croatia. Nó nằm gần Starigrad, phía bắc Dalmatia, trên sườn phía nam của dãy núi Velebit, cách thành phố Zadar không xa. Vườn quốc gia này có hai hẻm núi là Mala Paklenica và Velika Paklenica. Ngày nay hẻm núi Mala Paklenica không còn dòng sông nào chảy qua nữa. Gần lối vào của Velika Paklenica là một đường hầm nhân tạo được xây dựng dưới thời Josip Broz Tito trong thời kỳ Nam Tư và Liên Xô căng thẳng leo thang vào cuối những năm 1940 và đầu những năm 1950.

## Lịch sử
Khu vực Nam Velebit đã có người ở từ thời tiền sử. Người ta tin rằng, trong kỷ băng hà cuối cùng, khu vực này là nơi sinh sống của các nhóm nhỏ thợ săn thời đồ đá cũ như những nơi khác ở Địa Trung Hải. Mực nước biển thấp hơn 120 mét so với ngày nay và Velebit là một thung lũng rộng với một dòng sông chảy qua. Phần cao nhất của Velebit được bao phủ bởi sông băng. Khi mực nước biển bắt đầu nâng dần vào cuối kỷ băng hà, mọi người di chuyển đến các khu vực đồi núi cao hơn. Những bằng chứng sớm nhất về con người tại Velebit là công cụ đá lửa Thời đại đồ đá giữa được tìm thấy trong hang Vaganačka dưới Veliko Rujno.
Khoảng 8.000 năm trước, những người chăn nuôi gia súc và nông dân đầu tiên đã đến khu vực này, mang lúa mì, dê và cừu cũng như kiến thức về chăn nuôi của họ đến để định cư ở đây. Thợ săn mất đi tầm quan trọng, và chăn nuôi bắt đầu tại Velebit. Rất nhiều bằng chứng vật chất, chẳng hạn như xương của vật nuôi, dụng cụ và thiết bị được sử dụng bởi các mục đồng thời tiền sử và bộ đồ ăn bằng đất sét trang trí đã được tìm thấy trong các hang động làm nơi trú ẩn cho người và gia súc.